# Gilet (indumento)

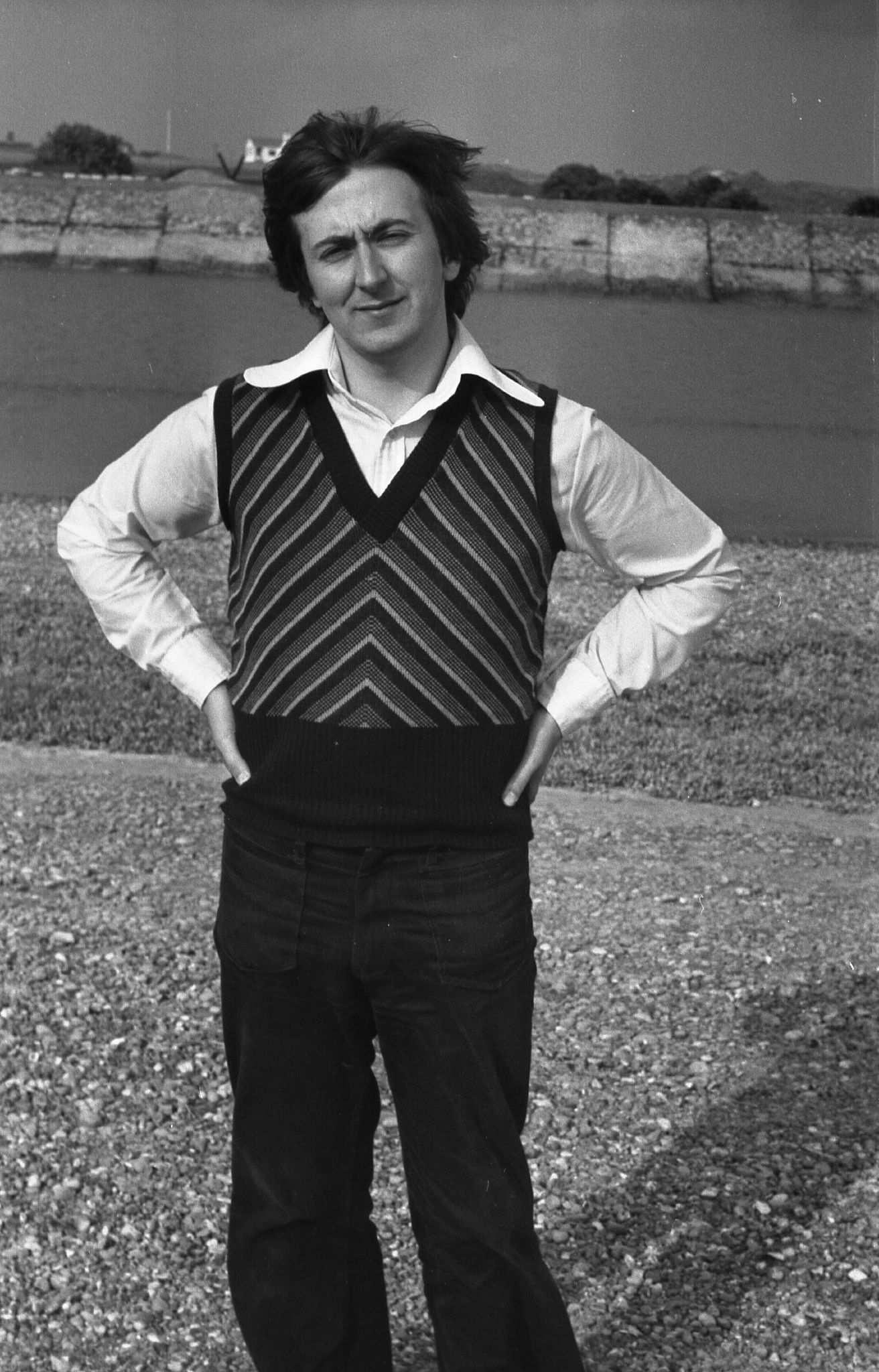
Un esempio di gilè senza abbottonatura.

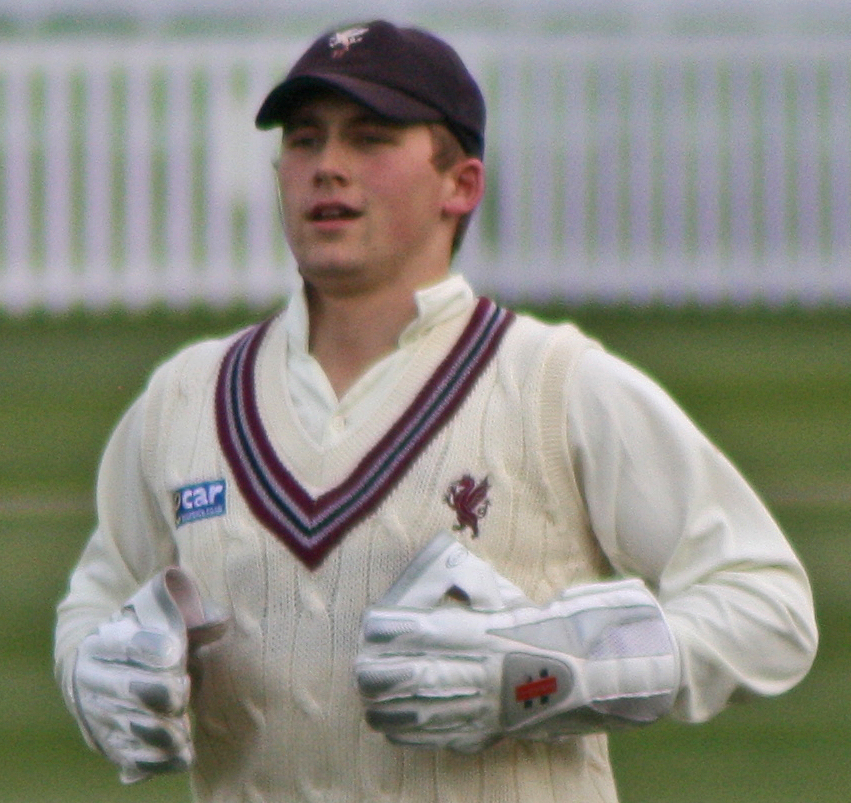
Il gilet è un indumento tipico dei giocatori di cricket

Il gilet (termine francese, AFI: /ʒilɛ/), in italiano gilè, è un tipo di maglione, completamente chiuso, senza maniche, che presenta scollature di vari tipi (a V o U, per definire due grandi categorie). È un capo tipicamente maschile. Per esempio d'estate lo si vede in sostituzione della giacca, sopra a una camicia a maniche corte con cravatta, abbinato a bermuda.
La sua origine è francese e risale alla prima metà del XVII secolo. Durante il regno di Luigi XVI, il gilet subì una trasformazione significativa, assumendo la forma che gli è oggi familiare. Si presentava accorciato e poteva essere chiuso nella parte inferiore, ma rimaneva aperto nella parte superiore. Il gilet deve il suo nome proprio a Luigi XVI, il quale coniò il termine per descrivere una giacca aderente e senza maniche, che si abbottonava frontalmente. Spesso era decorata con ricami e veniva indossata sotto la giacca principale. Durante questo periodo storico, il gilet divenne un elemento di moda distintivo e un componente essenziale dell'abbigliamento maschile. La sua popolarità e diffusione crebbero considerevolmente grazie al sostegno e alla moda imposti dalla corte di Luigi XVI.
Il gilet che viene tradizionalmente indossato in situazioni formali o cerimonie, sulla camicia e sotto la giacca, si chiama più propriamente panciotto, che è un capo completamente diverso in quanto presenta i bottoni come allacciatura; gilet più sportivi, spesso realizzati in materiali pesanti, vengono utilizzati in altri ambiti come la vela o il ciclismo.
Il gilet femminile, soprattutto a partire dalla fine degli anni sessanta, viene utilizzato come parte superiore del tailleur pantalone, e a differenza di quello maschile può essere notevolmente più lungo, arrivando a volte fino al ginocchio.